# Advanced Enclosed Mast/Sensor

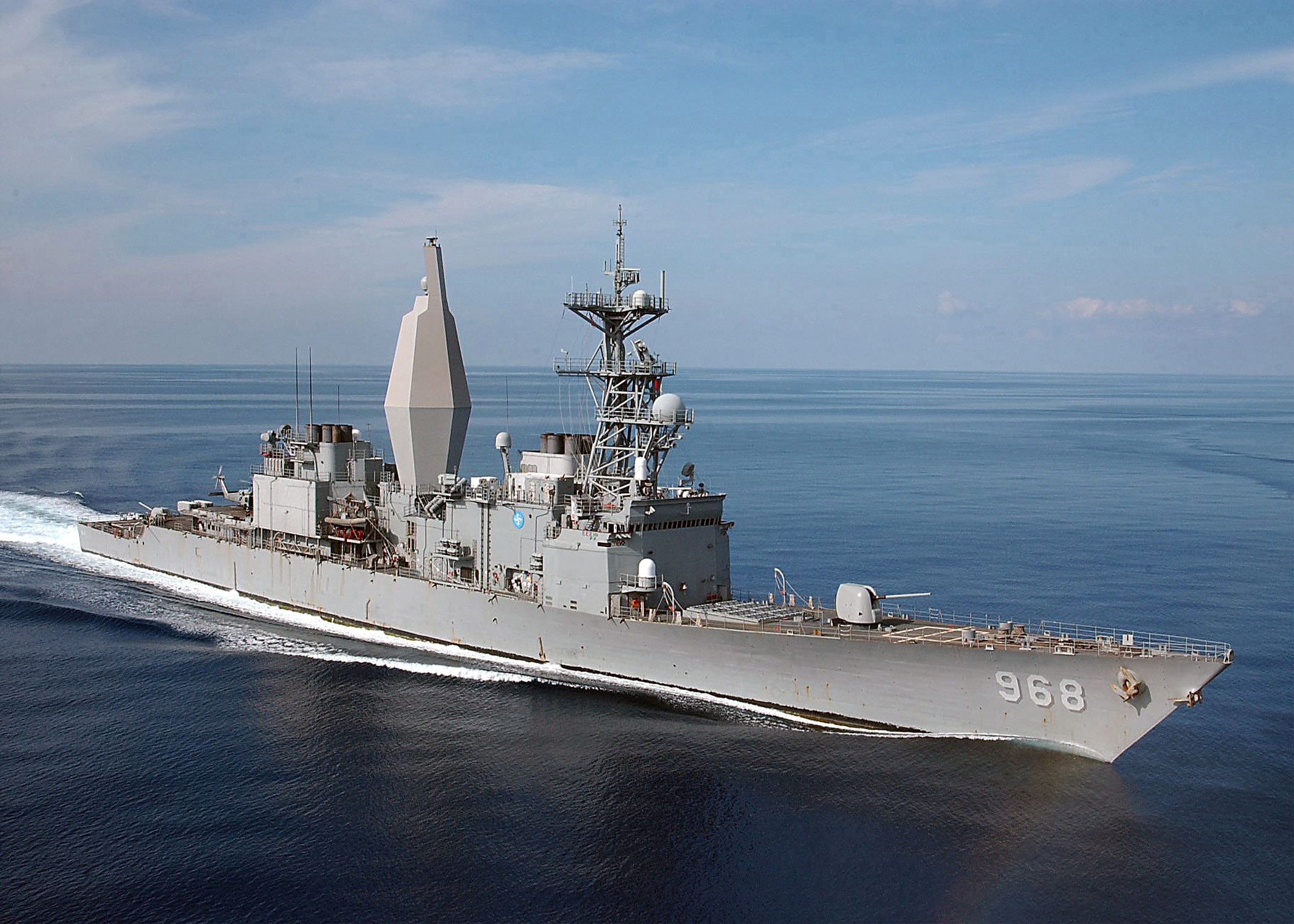
Die Arthur W. Radford mit dem AEM/S

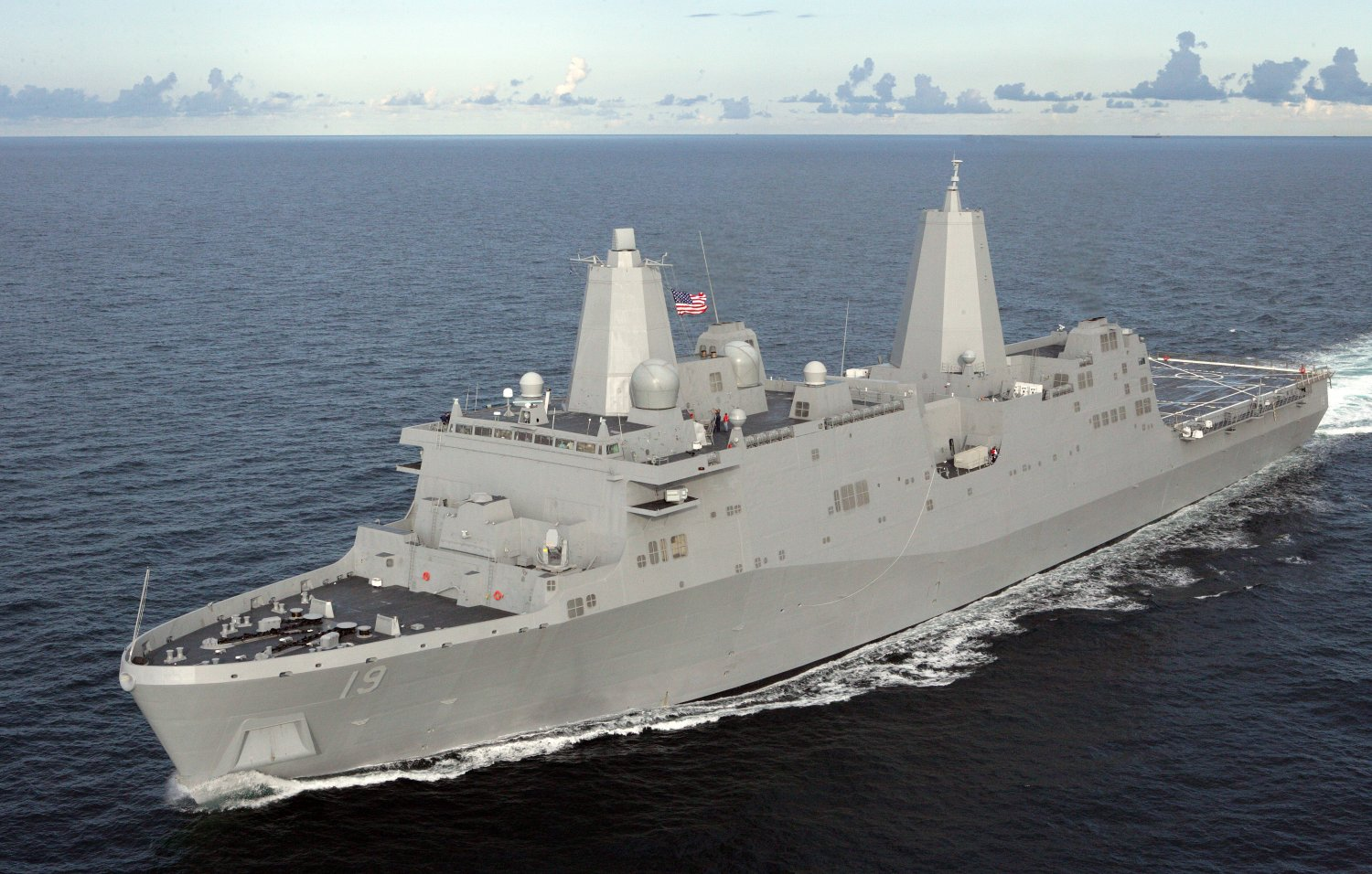
Die Mesa Verde (San-Antonio-Klasse) mit zwei AEM/S

Der Advanced Enclosed Mast/Sensor (AEM/S) ist ein Programm der United States Navy, das darauf abzielt, den Radarquerschnitt von Kriegsschiffen zu reduzieren.
Ein solcher Advanced Enclosed Mast/Sensor ist eine rund 28 Meter hohe und im Umfang bis zu 10,6 Meter dicke Struktur, in der Radargeräte untergebracht werden. Sie ist achteckig und besteht aus Verbundwerkstoffen, die Radarstrahlen auf den verwendeten Frequenzen durchlassen. Der Verzicht auf herkömmliche Pfahl- oder besonders Gittermasten reduziert den Radarquerschnitt, außerdem werden die Anlagen vor Wind und Salzwasser geschützt, was die nötige Wartung reduziert.
Das Programm läuft seit 1995. 1997 wurde in der Norfolk Naval Shipyard auf dem Spruance-Zerstörer Arthur W. Radford ein Prototyp des Systems installiert. Die erste reguläre Verwendung des AEM/S findet auf den Schiffen der San-Antonio-Klasse statt, die zwei solche Masten besitzen.